# Gustavo Puerta
Pour les articles homonymes, voir Puerta.
Gustavo Puerta, né le 23 juillet 2003 à La Victoria, est un footballeur colombien qui joue au poste de milieu de terrain à Hull City.

## Biographie

### Carrière en club
Né à La Victoria en Colombie, Gustavo Puerta est formé par le Bogotá FC, où il commence sa carrière professionnelle en championnat de Colombie de deuxième division,,.
En janvier 2023, il est transféré au Bayer Leverkusen en championnat d'Allemagne. Il est prêté dans la foulée au FC Nuremberg en deuxième division allemande pour la fin de saison 2022-2023.
De retour au Bayer Leverkusen, avec lequel il fait ses débuts le 26 août 2023, Puerta est sacré champion d'Allemagne lors de la saison 2023-2024 avec Xabi Alonso, premier titre de champion de l'histoire du club,.

### Carrière en sélection
Gustavo Puerta est international avec  l’équipe de Colombie des moins de 20 ans, dont il est le capitaine lors de la troisième place obtenue en championnat sud-américain, à domicile,,.

## Palmarès
| Bayer Leverkusen (2)                                                                  |
| ------------------------------------------------------------------------------------- |
| - Championnat d’Allemagne (1) : - Champion : 2024 - Ligue Europa : - Finaliste : 2024 |